# Chikuma (1938)
Chikuma (jap. 筑摩 重巡洋艦) – japoński krążownik ciężki typu Tone z okresu II wojny światowej, który wszedł do służby w 1939 roku. Okręt nazwano imieniem rzeki płynącej w rejonie prefektury Nagano. Przez większą część wojny działał wspólnie z bliźniaczym krążownikiem „Tone” w misjach związanych z zabezpieczeniem lotniskowców, głównie za pomocą pokładowych samolotów rozpoznawczych.

## Projekt i budowa
Początkowo „Chikuma” był planowany jako szósty krążownik typu Mogami. Środki na jego budowę zostały wydzielone z budżetu marynarki wojennej za rok 1932. Okręt miał powstać w stoczni Mitsubishi w Nagasaki. Wycofanie się Japonii z ograniczeń zbrojeniowych, które narzucał traktat londyński, spowodowało możliwość wprowadzenia znacznych zmian w projekcie. Zgodnie z nowym projektem planowano zbudować dwa okręty znane jako typ Tone. W stosunku do wcześniejszych konstrukcji zmianie uległo ich przeznaczenie. Dzięki zwiększonej liczbie wodnosamolotów miały one prowadzić głównie dalekie rozpoznanie dla grup lotniskowców. W tej roli „Tone” i „Chikuma” operowały głównie w parze.
Nowe okręty otrzymały jako główne uzbrojenie działa kalibru 203 mm, umieszczone w czterech dwudziałowych wieżach umieszczonych przed nadbudówką. Tylna część kadłuba za nadbudówką została wykorzystana jako miejsce do przechowywania i startów wodnosamolotów. Kadłub „Tone”, podobnie jak krążowników typu Mogami, został zbudowany z wykorzystaniem techniki spawania. Ponieważ była to jeszcze niedopracowana technologia, w „Chikumie” powrócono do sprawdzonej techniki budowy kadłuba za pomocą nitowania.
Budowa „Chikuma” rozpoczęła się 1 października 1935 roku w stoczni Mitsubishi w Nagasaki. Wodowanie okrętu miało miejsce 19 marca 1938 roku, wejście do służby 20 maja 1939 roku.

## Służba
Bezpośrednio po wejściu do służby okręt wszedł w skład 6. Dywizjonu Krążowników (Sentai 6), a następnie w listopadzie 1939 roku 8. Dywizjonu Krążowników.
Pierwszą misją okrętu po wybuchu walk na Pacyfiku było wsparcie dla japońskich sił atakujących Pearl Harbor 7 grudnia 1941 roku, gdzie samoloty rozpoznawcze z „Chikuma” dostarczyły informacji o aktualnej sytuacji pogodowej i okrętach zakotwiczonych w Pearl Harbor. Po rozpoczęciu ataku jego wodnosamoloty uczestniczyły w patrolach mających wyławiać załogi zestrzelonych samolotów.  6 kwietnia 1942 roku wziął udział w japońskim rajdzie na Oceanie Indyjskim, podczas którego zatopiono cztery brytyjskie okręty .
4 czerwca 1942 roku podczas bitwy pod Midway samoloty rozpoznawcze z „Chikuma” wykryły amerykański lotniskowiec USS „Yorktown”, a następnie naprowadziły na niego samoloty pokładowe z japońskich lotniskowców .
W sierpniu 1942 roku został przydzielony do sił operujących w rejonie wyspy Guadalcanal. 
W 25 października 1944 roku „Chikuma” wziął udział w bitwie o Leyte, podczas której został trafiony przez bomby i torpedy zrzucone przez amerykańskie samoloty pokładowe w wyniku czego zatonął. Większość załogi zdołała się uratować przechodząc na pokład japońskiego niszczyciela. Rozbitkowie zginęli następnego dnia, gdy niszczyciel na którym przebywali został zatopiony przez amerykańskie krążowniki .